# Альбер Лебрен
Альбер Франсуа Лебрен (фр. Albert Lebrun фр.: [albɛʁ ləbʁœ̃]; 29 серпня 1871, Мерсі-ле-О, департамент Мерт і Мозель, Франція — 6 березня 1950, Париж, Франція) — французький політик, останній президент Франції у період Третьої республіки (1932—1940).
Так само як і його попередники, Гастон Думерг і Поль Думер, був обраний на посаду президента з посади голови сенату Франції. До цього близько 30-ти років брав участь у політичному житті на другорядних посадах.
Мав освіту гірничого інженера та розпочав політичну кар'єру в 1900 як депутат від Лівої республіканської партії, потім був міністром колоній.
Під час Першої світової війни був на фронті, мав офіцерське звання та брав участь у битві під Верденом, а після війни став міністром звільнених територій та сенатором.

## Президентство
Його президентство почалось з підйому нацизму в Німеччині; приходу до влади Гітлера та ремілітаризації Німеччини. Одночасно, ріст, з одного боку, націоналізму, з іншого боку — вплив лівих партій почалвся у самій Франції. Європа рухалась до нової війни. З цими руйнівними тенденціями уряди, які були при владі за Лебедена не змогли впоратися та проводили політику умиротворення агресора.
З іншого боку, особисто президент в рамках конституції Третьої республіки мав досить обмежені повноваження, і відповідальними за невдачі зовнішньої та внутрішньої політики у цей час у першу чергу були голови уряду. З задачею консолідації діяльності партій Лебеден упорався, мав серед політиків різної орієнтації великий авторитет і 5 квітня 1939 року був переобраний на другий 7-ми річний термін. Це був другий та останній такий випадок в історії Третьої республіки — першим президентом, який повторно отримав мандат, був Жюль Греви у грудні 1885 року. Як і у випадку з Греві, другий термін Лебедена тривав лише рік.
3 вересня 1939 року Франція вступила у Другу світову війну, а в червні 1940 року була зосім розгромлена Третім Рейхом; Національні збори, скликані у Віші, проголосило передачу влади маршалу Анрі Філіппу Петену (під командуванням которого Лбеден бився в битві під Верденом), що означало кінець Третьої республіки та встановлення колабораційного режима Виши.
Після звільнення Франції 1944 року Лебрен (чий другий президентський термін де-юре закінчувався лише 1946 року) зустрівся з де Голлем і 9 серпня визнав його тимчасовим главою держави та своїм законним наступником. Надалі Лебрен як пенсіонер жив у Парижі, де й помер 6 березня 1950 року.